# Риццолатти, Джакомо
Джа́комо Риццола́тти (итал. Giacomo Rizzolatti; род. 28 апреля 1937, Киев) — итальянский нейробиолог.

## Биография
Родился в Киеве, куда его прадед Джакомо эмигрировал в конце XIX века. Окончил Падуанский университет, профессор, Ph.D. Работает в Пармском университете директором Института неврологии (2002). Открыл зеркальные нейроны (1992, публикация в 1996), которые активизируются у человека и других приматов во время выполнения целенаправленного действия и наблюдения за действием, производимым другим.

## Награды
- 2000 — Премия Фельтринелли
- 2007 — Neuronal Plasticity Prize[нем.]
- 2007 — Премия Гравемаера[англ.] Луисвиллского университета по разделу психологии за открытие зеркальных нейронов (совместно с Леонардо Фогасси[итал.] и Витторио Галлезе[англ.])
- 2011 — Премия Принца Астурийского
- 2014 — Brain Prize
- 2014 — Командор ордена «За заслуги перед Итальянской Республикой»[5]

Является почётным доктором СПбГУ и Университета Клод Бернар Лион 1.
Член Европейской академии (1989), иностранный член Французской академии наук (2005), Национальной академии наук США (2012).

## Книги
- Rizzolatti, Giacomo. Mirrors in the brain — how our minds share actions and emotions / Giacomo Rizzolatti, Corrado Sinigaglia; translated by Frances Anderson.- Oxford University Press, 2008
- Бауэр И. Почему я чувствую, что чувствуешь ты. Интуитивная коммуникация и секрет зеркальных нейронов. — СПб: Изд-во Вернера Регена, 2009 — ISBN 978-5-903070-20-6
- Косоногов В. Зеркальные нейроны: краткий научный обзор / В. Косоногов. — Ростов-на-Дону, 2009 г. — 24 с. ISBN 978-5-91365-091-7

## Наиболее цитируемые статьи
- Rizzolatti G., Arbib M. A. Languagewithinourgrasp. Trends in Neurosciences, 21(1998), 188—194.
- Rizzolatti G., Fadiga L., Gallese V., Fogassi L. Premotor cortex and the recognition of motor actions. Cogn. Brain Res., 3 (1996), 131—141.
- Gallese V., Fadiga L., Fogassi L., Rizzolatti G. Action recognition in the premotor cortex. Brain, 119 (1996), 593—609.
- Iacoboni M., Woods R. P., Brass M., Bekkering H., Mazziotta J.C., Rizzolatti G. Cortical Mechanisms of human Imitation. Science 286 (1999) 5449, 2526—2528
- Rizzolatti G., Craighero L. The Mirror-Neuron System. Annual Rev. Neurosci. 27 (2004) 169-92.
- Buccino G., Binkofski F., Fink G.R., Fadiga L., Fogassi L., Gallese V., Seitz R.J., Zilles K., Rizzolatti G. and Freund H.J. Action observation activates premotor and parietal areas in a somatotopic manner: an fMRI study. Eur. J. Neurosci. 13 (2001) 400—404.
- Rizzolatti G., Fogassi L., Gallese V. Neurophysiological mechanisms underlying the understanding and imitation of action. Nature Reviews Neuroscience 2 (2001) 661—670.
- Di Pellegrino G., Fadiga L., Fogassi L., Gallese V., Rizzolatti G.Understanding motor events: a neurophysiological study. Exp. Brain Res. 91 (1992) 176—180.
- Fadiga L., Fogassi L., Pavesi G., Rizzolatti G. Motor facilitation during action observation: a magnetic stimulation study. J. Neurophysiol. 73 (1995), 2608—2611.
- Rizzolatti G., Camarda R., Fogassi L., Gentilucci M., Luppino G., Matelli M.Functional organization of inferior area 6 in the Macaque monkey. II. Area F5 and the control of distal movements. Exp. Brain Res. 71 (1988) 491—507.